# Phrynobatrachus acridoides
Phrynobatrachus acridoides es una especie  de anfibio de la familia Phrynobatrachidae.

## Distribución geográfica
Se encuentra en Kenia, Malaui, Mozambique, Somalia, Sudáfrica, Tanzania, Zimbabue y, posiblemente, en Suazilandia, Uganda y Zambia.  